# آرنیهاگگن
آرنیهاگگن (به لاتین: Arnihaaggen) یک کوه در سوئیس است که در Interlaken-Oberhasli administrative district واقع شده‌است. آرنیهاگگن ۲٬۲۱۶ متر بالاتر از سطح دریا واقع شده‌است.